# Dom Salvador
Dom Salvador, nom de scène de Salvador da Silva Filho, né le 12 septembre 1938 à Rio Claro, est un instrumentiste, arrangeur et compositeur brésilien. De formation classique au piano, il participe à l'effervescence musicale de Rio de Janeiro après l'émergence de la bossa nova, qui se développait à Beco das Garrafas et cherchait à combiner la samba brésilienne avec le jazz américain, devenant connu sous le nom de samba jazz. À cette époque, plusieurs groupes publiaient des albums importants du mouvement et accompagnaient plusieurs artistes lors de tournées à travers les États-Unis et l'Europe, enregistrant même en Allemagne. Cependant, fatigué des tournées après s'être marié et avoir eu des enfants, il a commencé à travailler comme arrangeur et musicien de studio sur des enregistrements de grands noms du MPB émergent. À la fin des années 1960, après avoir découvert des enregistrements funk et soul américains, il sort l'album phare Dom Salvador, combinant les nouveaux rythmes américains avec la samba brésilienne. Il forme ensuite le groupe Abolição, qui défend la chanson Abolição 1860-1960 au Ve Festival International de la Chanson — obtenant la 5e place sur la scène nationale — et sort l'album Som, Sangue e Raça en 1971.
Déçu par sa carrière de musicien au Brésil, le pianiste s'installe aux États-Unis, où il joue avec de grands noms lors de tournées et d'enregistrements, avant de s'établir comme pianiste dans un bar de Brooklyn en 1977. Il développe dès lors des enregistrements sporadiques, connaissant un regain d'intérêt à partir des années 1990 avec l'émergence d'un mouvement de sauvetage des artistes de musique noire brésilienne. Ainsi, leurs sorties deviennent un peu moins rares, même s'ils doivent encore faire appel à de petits labels ou à des productions indépendantes. Son dernier album est Live at Zankel Hall in Carnegie Hall, sorti en 2018 par le label Universal Music.

## Biographie

### Jeunesse et formation
Né le 12 septembre 1938 à Rio Claro dans l'État de São Paulo dans une famille nombreuse — il était le plus jeune d'une fratrie de 11 — et portée sur la musique, Salvador s'y intéresse depuis qu'il est petit : ses sœurs formaient le quatuor As Irmãs Silva et ses frères jouaient des instruments de musique (Paulo jouait du violão, de la contrebasse et saxophone ; Marcelo du banjo ; Nestor du violão). Ainsi, lorsqu'ils le voient tambouriner sur une table, la famille décèle un talent musical et il commence à jouer du repinique. Admirateur des batteurs de l'Orquestra Tabajara (pt) de Severino Araújo (pt) et de l'orchestre du maestro Aristide Zacarias, il commence à prendre des cours de batterie. Cependant, lorsque son professeur déménage à São Carlos, il doit chercher un autre instrument. Il essaie d'abord de jouer des instruments à vent, mais une hernie l'oblige à abandonner, car il ne peut pas faire beaucoup d'efforts sans ressentir de douleur. Il commence ensuite à étudier le piano et, alors qu'il est encore adolescent, rejoint l'Orquestra Excelsior de Mário Florim, commençant à se produire régulièrement dans des spectacles. À l'âge adulte, il entre au Conservatoire Carlos Gomes, à Campinas, pour terminer ses études sur son instrument et obtient son diplôme en 1960,.
Arrivé à São Paulo, il rencontre une jeune chanteuse de jazz et est enchanté par sa voix et sa prononciation correcte de l'anglais : Maria Ignes Vieira devient l'épouse du pianiste en 1965 et ils ont deux enfants ensemble — Marcelo, né en 1966, et Simone, en 1970. En 2002, son épouse développe une démence, commençant à avoir des problèmes de mémoire et nécessitant des soins particuliers.

### Carrière

#### Le début du samba jazz

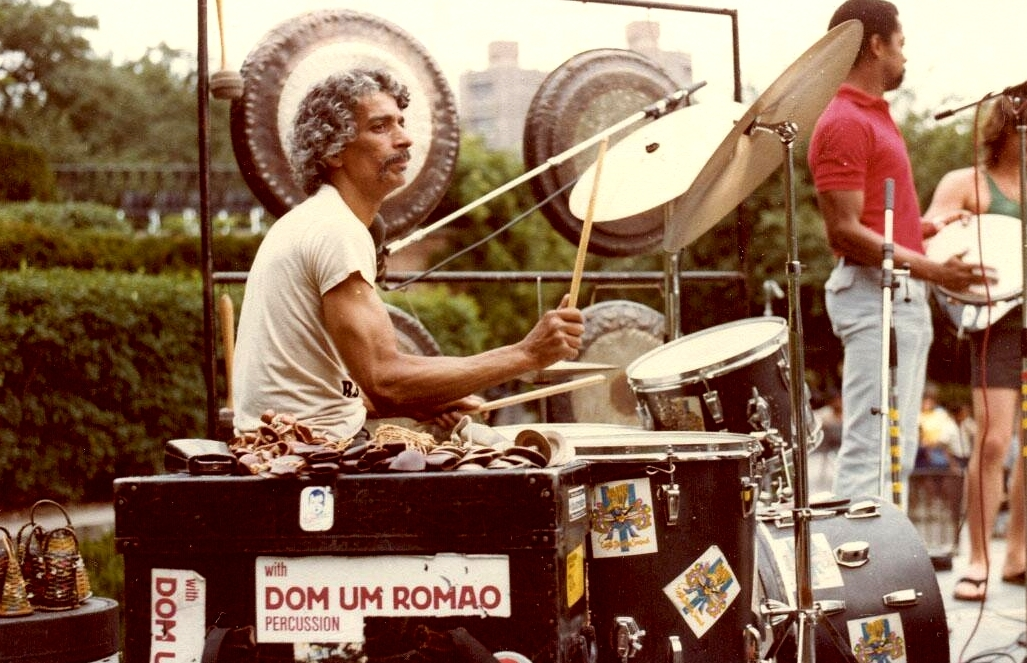
Dom Um Romão vers 1980.

En 1961, à l'invitation de la chanteuse d'opérette Marita Louise, il s'installe à São Paulo et commence à travailler comme instrumentiste dans des boîtes de nuit — comme Baiúca, Cave et Lancaster —, commençant à coexister avec plusieurs pianistes qui deviendront célèbres à partir de cette décennie, comme Tenório Júnior (pt), Amilton Godói (pt), César Camargo Mariano et Laércio de Freitas (pt). En 1963, il se rend à Rio de Janeiro, influencé par Dom Um Romão qui revient des États-Unis après une saison avec le sextet Bossa Rio, de Sérgio Mendes, au Carnegie Hall — et participe à la reformation du Copa Trio, avec ce dernier à la batterie et Miguel Gusmão, à la contrebasse. Ils se produisent fréquemment au Beco das Garrafas en accompagnant plusieurs artistes au début de leur carrière, comme Quarteto em Cy, Jorge Ben, Marcos Valle, Elza Soares et Wilson Simonal. De plus, Copa Trio est le groupe qui accompagne Elis Regina lors de son premier spectacle au Bottle's Bar, en 1964,.
Fort de l'expérience acquise, il forme des groupes de samba jazz — comme le Salvador Trio (avec Edson Lobo (pt) à la contrebasse et Victor Manga (pt) à la batterie) et le Rio 65 Trio (avec Sérgio Barrozo à la contrebasse et Edison Machado à la batterie) — avec qui il sort 4 albums (sur les labels Philips et Mocambo) et participe à des tournées à travers l'Europe et les États-Unis avec des artistes tels que Edu Lobo, Sylvia Telles, Rubens Bassini, Rosinha de Valença, Chico Batera (pt), Copinha (pt) et Elza Soares. Lors d'une de ces tournées, il participe à l'enregistrement d'un album de musique brésilienne en Allemagne, qui comprenait sa propre chanson au répertoire : Meu Fraco É Café Forte.
À la fin des années 1960, il arrête les tournées et commence à se concentrer sur les arrangements et le travail en tant que musicien de studio, devenant ainsi l'un des pianistes les plus recherchés au Brésil, notamment grâce à la confiance et à l'amitié du maestro Waltel Branco (pt), participant aux enregistrements d'Elis Regina, Elza Soares, Jorge Ben et Roberto Carlos.

#### L'invention de la samba-funk

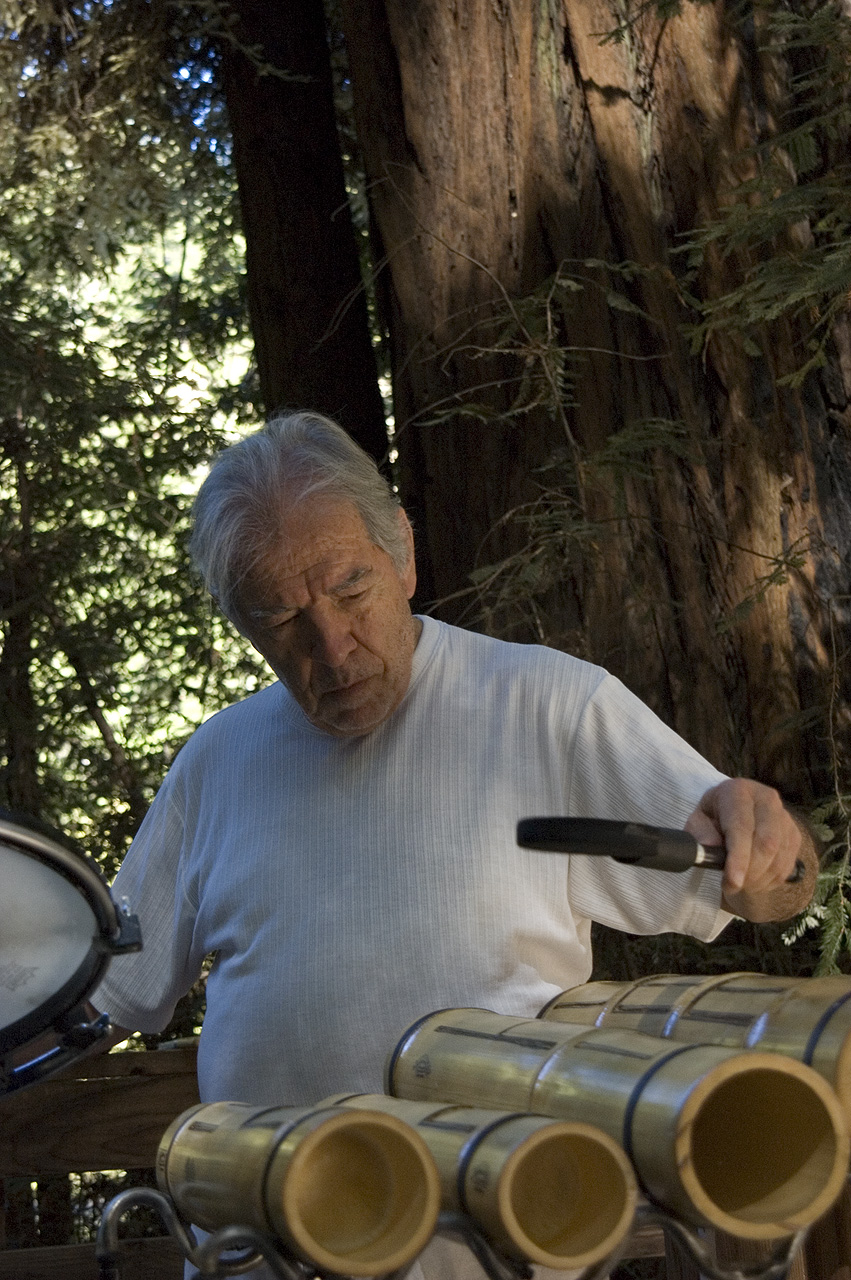
en 2007.

En 1969, Hélcio Milito (pt) — batteur et producteur de musique pour Discos CBS et frère du batteur Osmar Milito (pt) — revient des États-Unis avec plusieurs albums soul et funk — comme Kool and the Gang, Sly and the Family Stone et James Brown — qu'il fait écouter à Salvador, lui suggérant d'enregistrer un album dans ces genres. Mais celui-ci refuse de se contenter de copier. Il crée alors un « changement majeur par rapport au jazz » et interprète le funk sous le prisme de la samba avec son Grupo Abolição, avec qui ils jouent aussi de la samba-soul. Le résultat est Dom Salvador, sorti cette année-là par Discos CBS, dans lequel Salvador ajoute « Dom » à son nom de scène, suivant une suggestion d'Hélcio Milito. Sur cet album, Salvador combine ses influences de la samba et du jazz avec la soul et le funk, posant les bases de la musique noire brésilienne et créant un style qui deviendra connu sous le nom de samba-soul ou samba funk.
L'année suivante, il continue à développer cette idée et, sur la suggestion de son ami Hélcio Milito, il décide de former un groupe composé uniquement de musiciens brésiliens et noirs. Ainsi, il recrute des membres du groupe Impacto 8 — qui accompagne le tromboniste Raul de Souza — et du groupe Cry Babies pour rejoindre son groupe. Le groupe, appelé Abolição et formé des musiciens Mariá (voix), José Carlos (guitare), Luiz Carlos « Batera » (batterie et voix), Rubão Sabino (basse électrique), Oberdan Magalhães (sax ténor et flûte), Darcy (trompette) et Serginho do Trombone (trombone), est inscrit au Ve Festival International de la Chanson par Dom Salvador pour défendre la chanson Abolição 1860-1960. La chanson finit à la 5e place du classement national du festival et le groupe obtient l'opportunité d'enregistrer un album pour la maison de disques salvadorienne. Ainsi, le groupe sort Som, Sangue e Raça en 1971, sur Discos CBS, et un compact l'année suivante, sur le même label. C'est un album très important en raison de son rôle dans le développement du son de la musique noire au Brésil, en plus d'être considéré comme l'embryon du futur Banda Black Rio, car il présente plusieurs musiciens qui feraient partie de ce groupe, notamment le saxophoniste Oberdan Magalhães (pt). La même année, il participe en tant qu'arrangeur, orchestrateur et chef d'orchestre au deuxième album du chanteur Tony Tornado (pt).
Dom Salvador e o Grupo Abolição est très actif sur la scène artistique jusqu'en 1972, lorsque Oberdan Magalhães et Luiz Carlos « Batera » s'associent aux membres du groupe Impacto 8 et forment Banda Black Rio.

#### Installation aux États-Unis

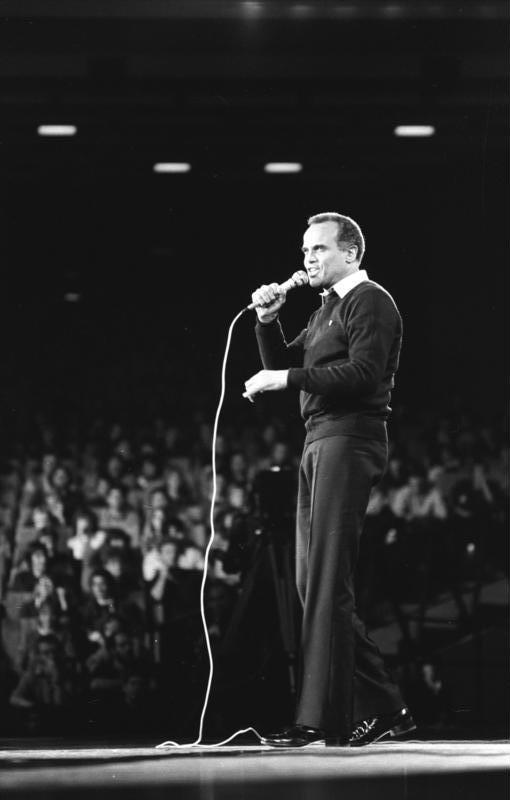
Harry Belafonte lors d'un concert à Berlin en 1983.

Cependant, malgré le succès relatif, les portes ouvertes sur le marché brésilien de la musique et les possibilités d'évolution de ce son, Salvador se sent frustré par le déroulement des événements : plus âgé que ses compagnons, il ne boit pas et ne prend pas de drogues ; en outre, Salvador est un leader exigeant et est déçu par le retour créatif des autres membres du groupe. Il abandonne donc tout et s'installe à New York en 1973 pour tenter de devenir pianiste de jazz. Malgré de nombreuses difficultés au début, il parvient à s'installer et à faire venir sa famille. En 1976, il enregistre My Family sur le label de jazz Muse Records. En 1977, suivant la recommandation de Dom Um Romão, il devient pianiste et directeur musical du chanteur Harry Belafonte, participant aux enregistrements de son album Turn the World Around et à la tournée mondiale qui a suivi, jouant même au jubilé d'argent de la reine Élisabeth II. Malgré le succès de l'album et de la tournée, Salvador se sent coupable de devoir quitter sa famille pendant une longue période, en plus de trouver les tournées fatigantes. Il accepte donc un emploi de pianiste dans un piano-bar à New York, The River Cafe, ce qui lui donne la stabilité financière nécessaire pour sortir des albums de manière sporadique.
Peu de sorties de cette période se démarquent donc. En 1984, il sort Rio Claro Suite, avec un quatuor formé par : Salvador, au piano et accordéon ; Dick Oatts, au saxophone et flûte ; Dennis Irwin, à la basse ; et Duduka da Fonseca, à la batterie et aux percussions. En 1997, il sort Transition, sur le label Lua Discos, avec un trio formé par : Salvador, au piano ; Rogério Botter Maio, à la basse ; et Duduka da Fonseca, à la batterie. En 2007, il sort Dom Salvador Trio, sur le label Biscoito Fino, avec un trio formé par : Salvador, au piano ; Sérgio Barrozo, à la basse ; et Duduka da Fonseca, à la batterie. Dans les années suivantes, il se consacre à la sortie indépendante de quelques albums via le label Salmarsi Records, comme deux disques live au River Cafe et le primé The Art of Samba Jazz, de 2010,.
En 2015, le Rio 65 Trio se réunit pour un spectacle célébrant son cinquantième anniversaire au célèbre Carnegie Hall, avec le bassiste original, Sérgio Barrozo, et le batteur Duduka da Fonseca, en remplacement d'Edison Machado, mort en 1990. L'événement est considéré comme l'événement jazz de l'année aux États-Unis et donne lieu à un album, Live at Zankel Hall à Carnegie Hall, sorti en 2018 par Universal Music,.

## Postérité
Dom Salvador est connu comme l'un des plus grands pianistes de sa génération, ayant participé à l'effervescence du samba jazz au début des années 1960, et s'est également fait connaître pour être l'un des créateurs de la samba-soul, ou samba funk. De plus, on se souvient de Salvador pour avoir formé le premier groupe musical brésilien consciemment composé uniquement de musiciens noirs et pour, à travers ce groupe, avoir contribué à l'émergence du mouvement Black Rio,,,.

## Discographie
Discographie fournie par Discogs,,,,, et complétée par d'autres informations.

### Carrière solo

#### Albums studio
- 1969 : Dom Salvador (Discos CBS)
- 1976 : My Family (Muse Records)
- 1997 : Transition (Lua Discos)
- 2002 : Puro Amor (Enregistrements Salmarsi)

#### Albums live
- Romantic Interlude at the River Cafe (Salmarsi Records)
- Romantic Interlude at the River Cafe, Volume 2 (Salmarsi Records)

#### Compacts
- 1970 : Abolition 1860-1960 / Juazeiro (CBS Records)
- 2015 : Barumba / Morre o Burro, Fica o Homem (Mr Bongo Records) : l'artiste de la face B est Osmar Milito (pt).

### Avec le Rio 65 Trio

#### Albums studio
- 1965 : Rio 65 Trio (Philips)
- 1966 : A Hora e a Vez da MPM (Philips)

#### Album live
- 2018 : Live at Zankel Hall in Carnegie Hall (Universal Music)

### Avec le Salvador Trio
- 1965 : Salvador Trio (Rozenblit, sur le label Mocambo )
- 1966 : Tristeza (Rozenblit, sur le label Mocambo )
- 2007 : Trio Dom Salvador (Biscoito Fino)
- 2022 : Trio Dom Salvador - Samborium

### Avec le Groupo Abolição

#### Album studio
- 1971 : Som, Sangue e Raça (Discos CBS)

#### Compacts
- 1972 : Uma Vida / Folia de Reis (CBS Records)
- 2016 : Ela Mandou Esperar / Uma Vida (Mr Bongo Records) : l'artiste de la face A est Cassiano (pt).
- 2016 : Juventude Sexta e Sábado / Uma Vida (Cultures of Soul Records) : l'artiste de la face A est Novos Baianos.

### Avec le Dom Salvador Quartet
- 1984 : Rio Claro Suite

### Avec Folia de Reis
- 2007 : Ancestors (Three Kings Records)

### Avec le Dom Salvador Sextet
- 2010 : The Art of Samba Jazz (Salmarsi Records)

### Participation
- 1966 : Mancini também É Samba (Rozenblit, sur le label Mocambo), album du maestro Waltel Branco (pt).
- 1967 : Folklore e Bossa Nova do Brasil (MPS Records): album enregistré lors d'une tournée en Allemagne par plusieurs musiciens brésiliens.
- 1971 : Toni Tornado (Odeon) : segund album du chanteur Tony Tornado (pt). Salvador participe comme arrangeur, orquestrateur et maestro.